# Slovenjgraška kotlina
Slovenjgraška kotlina je predalpska dolina v porečju reke Mislinje (Slovenija).
Slovenjgraška kotlina  je sredogorska udorina v zgornjem porečju reke Mislinje. Dolina ima trikotno obliko, ki se proti zahodu delno razširi. Dolina leži med zahodnim Pohorjem in podaljškom Karavank in jo obkrožjo vrhovi: na vzhodu - Črni vrh (1543 mnm), na jugozahodu - Uršlja gora (1699 mnm) in Paški Kozjak (1272 mnm). Hribovita in gričevnata pobočja na robu kotline so zaradi manj kisle zemlje gosteje poseljena  s samotnimi kmetijami. Sklenjen izkrčen svet je le na prodnih naplavina vzdolž potokov Suhodolnica in Barbarski potok ter reke Mislinje, ter na terasi spodnjega Legna.
Slovenjgraška kotlina je znana po nizkih nočnih temperaturah; srednja letna nočna temperatura je 4,3ºC; ki so posledica toplotnega preobrata.